# Casarile
Casarile es un municipio italiano situado en la ciudad metropolitana de Milán, en Lombardía. Tiene una población estimada, a fines de enero de 2023, de 3920 habitantes.

## Evolución demográfica
| Gráfica de evolución demográfica de Casarile entre 1861 y 2023 |
|                                                                |
| Fuente: ISTAT - Elaboración gráfica de Wikipedia               |